# Gastón Fernández
Gastón Nicolás Fernández (ur. 12 października 1983 w Lanús, Buenos Aires) – argentyński piłkarz występujący najczęściej na pozycji lewego Napastnik. Od 2016 roku zawodnik Universidad de Chile, grającego w Primera División de Chile.